# Caroline Hartig

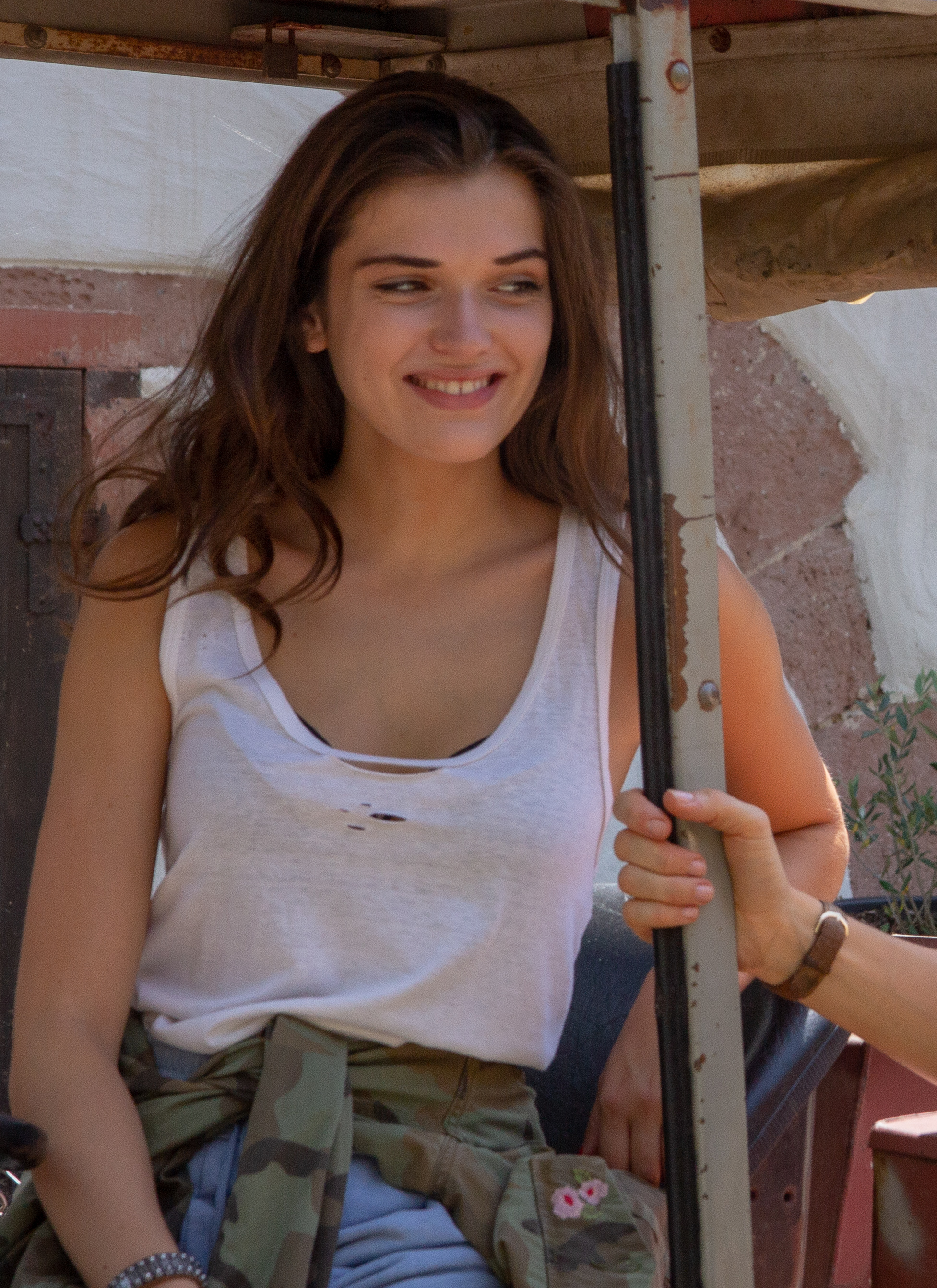
Caroline Hartig (2018)

Caroline Hartig (* 1997 in Hamburg) ist eine deutsche Schauspielerin.

## Leben
Caroline Hartig erhielt Schauspielunterricht bei einer Hamburger Agentur für junge Darsteller und nahm an Schauspielseminaren des US-amerikanischen Schauspiellehrers Ron Burrus an der Method Acting-School Actors Conservatory in Los Angeles teil.
Seit 2011 steht sie vor der Kamera. In der ZDF-Krimireihe Helen Dorn spielte sie in dem Film Gnadenlos eine der Hauptrollen; sie verkörperte Lisa Kleinert, die Tochter des strengen Jugendrichters Kleinert (Heino Ferch), die herausfindet, dass ihr Vater eine homosexuelle Liebesbeziehung mit einem jungen Stricher führt.
Im Dresdner Tatort: Level X (Erstausstrahlung: Juni 2017) hatte sie eine weitere Hauptrolle; sie spielte die junge, „hübsche“ und „blasse“ Pfarrerstochter Emilia Kohn, die von einem Internet-„Prankster“ vergewaltigt wird und sich umbringen will, wenn das Video, das die Vergewaltigung dokumentiert, ins Netz gestellt wird. In dem Fernsehfilm Kilimandscharo – Reise ins Leben (Erstausstrahlung: November 2017) spielte sie die junge Abenteuerurlauberin und Studentin Paula Herford, die unerwartet gemeinsam mit ihrem Vater (Simon Schwarz), der sich mit ihr zu versöhnen sucht, in einer sechsköpfigen Gruppe den Gipfel des Kilimandscharo erreichen will.
Sie hatte außerdem bisher Episodenhaupt- und nebenrollen in den Fernsehserien Unter Gaunern (2015; als 15-jähriges Straßenmädchen Lucy), Morden im Norden (2016; als Geigerin Paula Blanck, die an einem Bahnhof brutal überfallen wird), Notruf Hafenkante (2017; als Lea Niebaum, die in einem Hamburger Brennpunktbezirk lebt) und In aller Freundschaft – Die jungen Ärzte (2018; als schwerverletzte Patientin Camilla Mehring mit einer schwierigen Vater-Tochter-Beziehung).
Im Februar 2018 war Hartig in der ZDF-Krimireihe Ein starkes Team in einer Hauptrolle an der Seite von Gerit Kling zu sehen; sie spielte Hanna Weber, ein junges Mädchen, das von ihrer Mutter, einer ehemaligen Miss Brandenburg, in eine Model-Karriere „gepusht“ werden soll. In der ZDF-Krimireihe Neben der Spur (Erstausstrahlung: März 2018) verkörperte sie Pia Jansen, ein scheues entführtes und gefangengehaltenes Mädchen.
In der Fernsehfilmreihe Weingut Wader (seit 2018) spielt Hartig als Tori eine der Hauptrollen; sie ist die anfangs 16-jährige blinde Tochter einer passionierten Winzerin. In der ARD-Krimireihe Der Kroatien-Krimi (2019) verkörperte Hartig die 18-jährige Gastwirtstochter Eva Tomic, die in einem abgelegenen Bergstädtchen im Hinterland von Dalmatien erschlagen aufgefunden wird. In der 11. Staffel der ZDF-Serie SOKO Stuttgart (2019) übernahm Hartig eine der Episodenhauptrollen als erfolgreiche Lifestyle-Vloggerin Susanna „Suzi-Q“ Tanner. In der ZDF-„Herzkino“-Reihe spielte Hartig in der Rosamunde-Pilcher-Verfilmung Falsches Leben, wahre Liebe (Erstausstrahlung: März 2020) an der Seite von Leonie Brill, Paul Triller und Marvin Linke eine der Hauptrollen als Schwester einer talentierten Goldschmiedin. In der 21. Staffel der ZDF-Serie SOKO Leipzig (2020) übernahm sie eine der Episodenhauptrollen als Tochter eines vermögenden Logistikunternehmers. In der Krankenhausserie In aller Freundschaft (2021) spielte sie in einer dramatischen Episodenhauptrolle die 18-jährige Jenny Thiemann, die kurz vor ihrem internationalen Durchbruch als Model steht und nach einer Bauchfellentzündung in Lebensgefahr schwebt. 2022 spielte sie neben Eryk Kulm die Rolle der Lisa in dem polnischen Weltkriegsdrama Filip.
Caroline Hartig lebt in Berlin.

## Filmografie (Auswahl)
- 2014: Sommer of Dreams (Kinofilm)
- 2014: Die Frauen der Wikinger – Odins Töchter (Doku-Film)
- 2014: Großstadtrevier – Fettbacke (Fernsehserie)
- 2015: Tod eines Mädchens (Fernsehfilm)
- 2015: Unter Gaunern: Das kleine Biest (Fernsehserie)
- 2016: Morden im Norden: Ausgespielt (Fernsehserie)
- 2017: Helen Dorn: Gnadenlos (Fernsehreihe)
- 2017: Notruf Hafenkante: Engel (Fernsehserie)
- 2017: Tatort: Level X (Fernsehreihe)
- 2017: Kilimandscharo – Reise ins Leben (Fernsehfilm)
- 2018: Ein starkes Team: Preis der Schönheit (Fernsehreihe)
- 2018: Neben der Spur – Sag, es tut dir leid (Fernsehreihe)
- 2018: In aller Freundschaft – Die jungen Ärzte: Hohe Erwartungen (Fernsehserie)
- 2018: Weingut Wader – Die Erbschaft (Fernsehreihe)
- 2018: Weingut Wader – Das Familiengeheimnis (Fernsehreihe)
- 2019: Der Kroatien-Krimi: Der Mädchenmörder von Krac (Fernsehreihe)
- 2019: SOKO Stuttgart: #Mord (Fernsehserie)
- 2019: Weingut Wader – Nur zusammen sind wir stark (Fernsehreihe)
- 2019: Weingut Wader – Neue Wege (Fernsehreihe)
- 2019: Schattenmoor (Fernsehfilm)
- 2019: Sarah Kohr – Das verschwundene Mädchen
- 2020: Rosamunde Pilcher: Falsches Leben, wahre Liebe (Fernsehreihe)
- 2020: SOKO Leipzig: Die Verwechslung (Fernsehserie)
- 2020: Alarm für Cobra 11 – Die Autobahnpolizei: Abgründe (Fernsehserie)
- 2020: Die Chefin: Heilung (Fernsehserie)
- 2020: Struwwelerror
- 2021: Tatort: Der Herr des Waldes (Fernsehreihe)
- 2021: In aller Freundschaft: Plan B (Fernsehserie)
- 2021: Ich bin Sophie Scholl (Instagramserie von SWR und BR)
- 2021: Blackout (Fernsehserie, 2 Folgen)
- 2022: Das Privileg
- 2022: Filip
- 2023: Großstadtrevier – Mein großer Freund Fred (Fernsehserie)
- 2023: Die Heiland – Wir sind Anwalt: Der Egoist (Fernsehserie)
- 2023: Das Traumschiff: Walvis Bay (Fernsehreihe)
- 2024: Hameln (Fernsehserie)
- 2025: Rosamunde Pilcher: Jahrestag (Fernsehreihe)